# Йоммарат
Йоммарат (тайск. ยมราช) — станция на главной линии, расположенная в районе Ратчатхеви, Бангкок. Управляется компанией «Государственные железные дороги Таиланда». Поезда дальнего следования остановку на данной станции не делают.

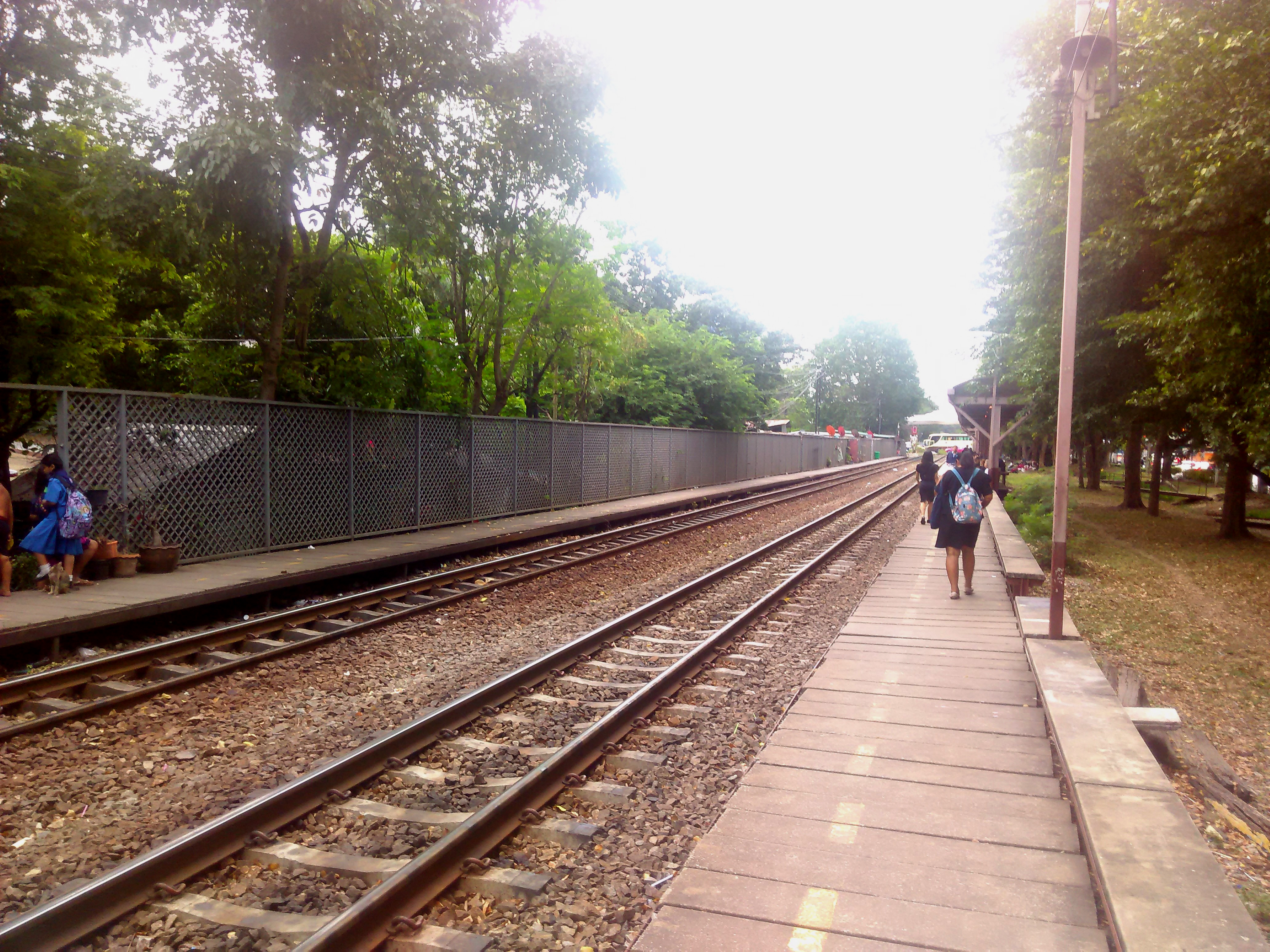
Платформа Йоммарат